# Нуман-паша Ћуприлић
Нуман-паша Ћуприлић (Истанбул, 1670 - Ираклион, 1719) је био османски беглербег и велики везир с почетка 18. века.

## Биографија
Марта 1714. године, Ћуприлић је постављен за босанског беглербега. Средином септембра исте године, турске снаге под командом Ћуприлића (око 28.000 људи), груписане у три одреда, отпочеле су наступање према Црној Гори. Главним снагама (око 15.000 људи) командовао је Ћуприлић, а остатком скадарски санџакбег Ахмед-паша и херцеговачки беглербег Бећир-паша. За време похода, Млечани су, на захтев Турака, блокирали границу према Црној Гори. До краја октобра, Ћуприлић је нанео потпуни пораз Црногорцима, а његове снаге опустошиле су Црну Гору, побиле мноштво жена и деце, а многе поробили. Међутим, главни циљ нису постигли: хватање старешина и расељавање племена. Након овог похода, Ћуприлић је накратко био смедеревски санџак у рангу везира, а 1717. године поново босански беглербег. Због антиаустријског става, након Пожаревачког мира (Аустријско-турски рат), уклоњен је из Босне на захтев Аустријанаца. Турци су га именовали намесником Крита. Умро је 1719. године.